# Adiantum hispidulum
Adiantum hispidulum, comúnmente conocido como "rough maidenhair fern" o "five-fingered jack" en inglés, es un pequeño helecho en la familia Pteridaceae de amplia distribución. Se encuentra en África, Australia, Polinesia, Malesia, Nueva Zelanda y otras islas del Pacífico. Sus frondas crecen en matas desde rizomas entre rocas o en el suelo en áreas protegidas.

## Taxonomía
Adiantum hispidulum fue descrito por primera vez por el botánico sueco Olof Swartz en 1802. Su nombre de la especie se deriva del latín hispis "pelo" y significa "finamente peludo". Five-fingered Jack es un nombre vernáculo alternativo.

## Descripción
Adiantum hispidulum crece en mechones o agrupamientos entre rocas o desde el suelo, sus frondas surgen de los rizomas agrupados cortos y oscuros. El estípite oscuro mide hasta 45 cm (18 pulgadas) de largo. Las frondas se dividen en pinnas triangulares o elípticas angostas largas y cortas, cada una de las cuales se divide nuevamente en puntas más pequeñas, aproximadamente rectangulares, con forma de diamante o abanico. Cada pinula puede tener de 1 a 20 soros a lo largo de sus márgenes por debajo. Los brotes nuevos pueden tener un tinte rosado antes de que se conviertan en el follaje verde oscuro.

## Distribución y hábitat
La especie se extiende desde África oriental tropical, incluyendo Sudáfrica, Mozambique, Malaui, Kenia y Tanzania, así como Madagascar y las Comoras, Mauricio y Asia a través de Malesia hasta todos los estados de Australia (con la excepción de Tasmania), así como Nueva Zelanda y las islas del Pacífico. Una planta común, Adiantum hispidulum, se ve a menudo creciendo en áreas húmedas. En Australia se encuentra cerca de rocas, en bosque lluvioso o en bosque abierto.

## Cultivo
Adiantum hispidulum se cultiva como una planta ornamental que se adapta fácilmente al cultivo, aunque puede ser de crecimiento lento. Es más tolerante al sol y al secado que otras especies de helechos..